# Hoja de votación
En Uruguay, se le llama hoja de votación a la papeleta utilizada en las elecciones nacionales y departamentales.

## Características
Cada partido debe registrar previamente sus hojas de votación ante la Corte Electoral, quien las puede impugnar en caso de presentar vicios; en caso contrario, son aprobadas para su presentación el día del acto electoral.
Una particularidad del régimen electoral de Uruguay es el hecho de que en una misma hoja de votación se votan varios candidatos al mismo tiempo. Así, en una elección nacional (que tienen lugar el último domingo de octubre), se votan:
- una fórmula presidencial, compuesta por los candidatos a Presidente y a Vicepresidente,
- una lista de candidatos al Senado (que incluye suplentes),
- una lista de candidatos a la Cámara de Representantes (que incluye suplentes),
- una lista de candidatos a la Junta Electoral Departamental (que incluye suplentes).

En las elecciones internas (que tienen lugar el último domingo de junio anterior a las elecciones nacionales), se vota:
- una lista de candidatos a la Convención Partidaria.

Si bien cada hoja de votación está encabezada por el nombre de un precandidato, en realidad no se está votando directamente a éste.
Por su parte, en las elecciones municipales (que tienen lugar el segundo domingo de mayo), se votan:
- un candidato a Intendente Municipal (seguido de cuatro suplentes),
- una lista de candidatos a Ediles (que incluye suplentes),
- en otra hoja de votación aparte, una lista de candidatos a las Alcaldías.

## Distintivos
Las hojas de votación se distinguen por un número, que también se registra ante la Corte Electoral. Todo sector está autorizado a registrar con anticipación un número de hoja de votación, y a conservarlo para elecciones sucesivas. 
Así, muchas veces, coloquialmente, se habla de "votar una lista"; y muchas agrupaciones políticas usan denominarse por su número. A modo de ejemplo:
- Lista 15 y Lista 14 del Partido Colorado (se habló a menudo de "quincismo" y "catorcismo"),
- Lista 71, del Partido Nacional,
- Espacio 90, que nuclea al Partido Socialista del Uruguay y otros socios electorales,
- Espacio 609, que agrupa al MPP, al Movimiento Claveles Rojos, Participación Masoller, etc.

Algunos números son a menudo disputados por agrupaciones que comparten un mismo origen, y finalmente llegan a acuerdos. Por ejemplo, el Nuevo Espacio en 1994 enfrentó una crisis tras la cual tres agrupaciones pasaron a votar en partidos distintos: la Lista 99 retornó al Partido Colorado, mientras que el Partido Nuevo Espacio presentó la Lista 99.000 en las elecciones de noviembre.
Las únicas excepciones notorias fueron: las elecciones internas de 1982, en las cuales todas las hojas de votación se identificaron con tres letras, y las elecciones de 1984, en las cuales se habilitó la identificación por números o letras; por ejemplo, en Montevideo, el Movimiento Por la Patria presentó la Lista W, y la Izquierda Democrática Independiente la Lista IDI.